# Zapalenie dziąseł
Zapalenie dziąseł (łac. gingivitis) – choroba infekcyjna dziąseł, nieleczona prowadząca do zapalenia przyzębia. W polskiej systematyce jedna z chorób przyzębia (periodontopatii).

## Etiologia i patogeneza
Przyczyną zapalenia dziąseł jest nagromadzona na powierzchni zębów płytka nazębna, zawierająca bakterie, normalnie występujące w jamie ustnej. Dzieje się tak na skutek niedostatecznej higieny, szczególnie w przestrzeniach międzyzębowych. Obecne w płytce bakterie stymulują naturalną odpowiedź odpornościową gospodarza, która ma za zadanie kontrolowanie bakterii z płytki nazębnej, a jedynym symptomem jest wysięk z szczeliny dziąsłowej (zawierający przeciwciała i inne białka osocza), będący efektem działalności mastocytów, i migracja neutrofilów (pierwszej linii komórek odporności, zdolnych do nieswoistego fagowania bakterii). Gdy płytka zalega kilka dni i nie zostanie usunięta, dochodzi do właściwego zapalenia dziąsła, z zaczerwienieniem dziąsła, a z czasem doprowadzając do obrzęku dziąsła wraz z utworzeniem kieszeni dziąsłowej (rzekomej). W wstępnej fazie zapalenia dominują monocyty, makrofagii i limfocyty, w późniejszej fazie zaczynają dominować komórki plazmatyczne, zdolne do produkcji przeciwciał. Zaczerwienie i obrzęk dziąsła jest skutkiem wydzielania substancji przez mastocyty, które poszerzają naczynia i zapewniają zwiększoną przepuszczalność dla składników krwi, a także produkcję czynników wzrostu przez monocyty, makrofagii i limfocyty, które są odpowiedzialne za angiogenezę. 
Zapalenie dziąsła, co do zasady, jest w pełni uleczalne, a uszkodzenia tkanek są odwracalne. Nieleczone zapalenie może przejść w zapalenie przyzębia.

## Objawy
Do objawów obejmujących dziąsła należą:
- krwawienie
- obrzęk
- zaczerwienienie
- ból
- świąd
- afta
- nieświeży oddech
- uczucie niesmaku

## Klasyfikacja ICD10
| kod ICD10     | nazwa choroby                         |
| ------------- | ------------------------------------- |
| ICD-10: K05   | Zapalenie dziąseł i choroby przyzębia |
| ICD-10: K05.0 | Ostre zapalenie dziąseł               |
| ICD-10: K05.1 | Przewlekłe zapalenie dziąseł          |